# توموي غوزين
توموي غوزين (باليابانية: 巴 御前)؛ محاربة ساموراي «أوننا بوغيشا؛ محاربة عسكرية أنثى» عاشت في أواخر القرن الثاني عشر بين عامي (1157م-1247م)، اشتهرت بشجاعتها وقوتها. تزوجت من ميناموتو نو يوشيناكا وعملت تحت امرته في حرب غينبيه كما كانت جزءً من الحرب التي أدت إلى اختيار أول شوغن (حاكم عسكري) في اليابان، وأكثر ما عرفت فيه هو ولائها وشجاعتها خاصةً في معركة أوازو عام 1184 والتي أدت إلى هزيمة جيش زوجها يوشيناكا.
كانت لعائلتها علاقات قوية مع يوشيناكا. فوالدها (ناكاهارا كانيتو) ومربيها كانا مؤيدان للحاكم يوشيناكا بقوة، كما أن والدتها كانت مرضعة يوشيناكا. وخدم إثنين من إخوتها الأكبر منها كقادة عسكريين تحت إمرة يوشيناكا.

## تاريخياً
ورد ذكرها في ملحمة هيكي التي كتبت في القرن الـ 14 كما يلي:
«كانت توموي جميلة، ذات بشرة بيضاء وشعر طويل وملامح ساحرة. كانت أيضًا رامية سهام قوية بشكل ملحوظ، وكسيافة تساوي ألف محارب، وعلى استعداد لمواجهة شيطان أو إله، راكبة على الخيل أو سيرًا على الأقدام. تعاملت مع الخيول الغير مروضة بمهارة رائعة. وركبتها وعادت سالمة من مواقف خطيرة. كلما اقتربت المعركة، أرسلها يوشيناكا كقائد أول على جيشه، مجهزة بدرع قوي وسيف كبير وقوس ضخم. نفذت أفعال بطولية أكثر من أي من محارب آخر.»
بعد هزيمة قبيلة تايرا ودفعها إلى المقاطعات الغربية، إستولى يوشيناكا على مدينة كيوتو وتقرر أن يكون قائدًا لعشيرة ميناموتو، لكن ابن عمه يوريتومو الذي كان يعاديه طلب أن يسحق يوشيناكا، ولهذا أرسل إخوته يوشيتسونيه ونورييوري لقتله، حارب يوشيناكا قوات يوريتومو في معركة أوازو التي حصلت بتاريخ 21 فبراير 1184، وفيها تمكنت توموي من إقتحام جيش العدو وحاربت أحد اقوى جنودهم وأردته مقطوع الرأس. لكن وبالرغم من أن قوات يوشيناكا قاتلت بشجاعة، إلا أن عدد جيش العدو كان يفوقهم بكثير مما تسبب بخسارتهم المعركة، وعندها هُزِم يوشيناكا هناك، مع عدد قليل فقط من جنوده، أخبر توموي غوزين بأن تهرب لأنه أراد أن يموت مع شقيقه بالتبني ايماي كانيهيرا، وأيضاً قال إنه سيخجل إذا مات مع امرأة.
إشتهرت توموي بمواقف أخرى متنوعة منها.منها أنها قطعت رأس هوندا نو موريشيغي في معركة أوازو في عام 1184، كما عرفت أيضًا بقتلها اوتشيدا إييوشي أحد اتباع العدو بعد فشله بالإمساك بها برفقة هاتاكياما شيغيتادا [الإنجليزية] وتمكنت من الهرب منهم.

## في الثقافة والاعمال الخيالية
- في ثلاثية روايات (البطل المكروه، ناغيناتا الذهبي ومحارب الألف ضريح، 1981-1984) تناولت المؤلفة «جيسيكا أماندا سالمونسون» حياة توموي غوزين في يابان أخرى خيالية.
- كما أصبحت شخصية توموي غوزين أساس شخصية (تشيه ساتوناكا) في لعبة فيديو بيرسونا 4 لعام 2008.
- توموي غوزين هي قائدة في لعبة «صعود الممالك؛Rise of Kingdoms» على الإنترنت، مع تخصص في الرماية والدعم.
- كما انها واحدة من الشخصيات الداعمة في مسلسل "عالم النهر [الإنجليزية]" الصادر عام 2010 من قبل قناة ساي فاي.
- وتظهر شخصية توموي غوزين بدايةً كعدو باسم «ارتشر انفيرنو؛Archer Inferno»، لكنها سرعان ما تصبح خادمة من فئة «رامي» يمكن التحكم فيها في لعبة فايت غراند أوردر [الإنجليزية] على الهواتف.
- تظهر شخصية مبنية على توموي غوزين في سلسلة الكتب المصورة «أوساجي يوجيمبو» من تأليف ستان ساكاي، باسم «توموي آميه».
- ظهرت توموي غوزين كشخصية في الفيلم المذاع صوتياً «ريرول».
- وظهرت ايضاً كشخصية في مانغا وأنمي حفيد نوراريهيون.
- وتظهر شخصية توموي غوزين في مهرجان العصور [الإنجليزية] الذي يقيمه ضريح هييان يوم 22 أكتوبر كل عام.
- تم الإشارة لتوموي في لعبة سيكيرو: الظلال تموت مرتين كمعلمة لأحد الخصوم الرئيسيين، المسمى «غينيتشيرو اشينا»، علمته كيفية تسخير قوة البرق. ووصفت في اللعبة بأنها سيافة بقدرات كبيرة تمكنها من قتل إيشّي، زعيم عشيرة اشينا.
- في لعبة شبح تسوشيما، تظهر شخصية باسم «توموي» تم إقتباسها من توموي-غوزين.[12]

## الصور

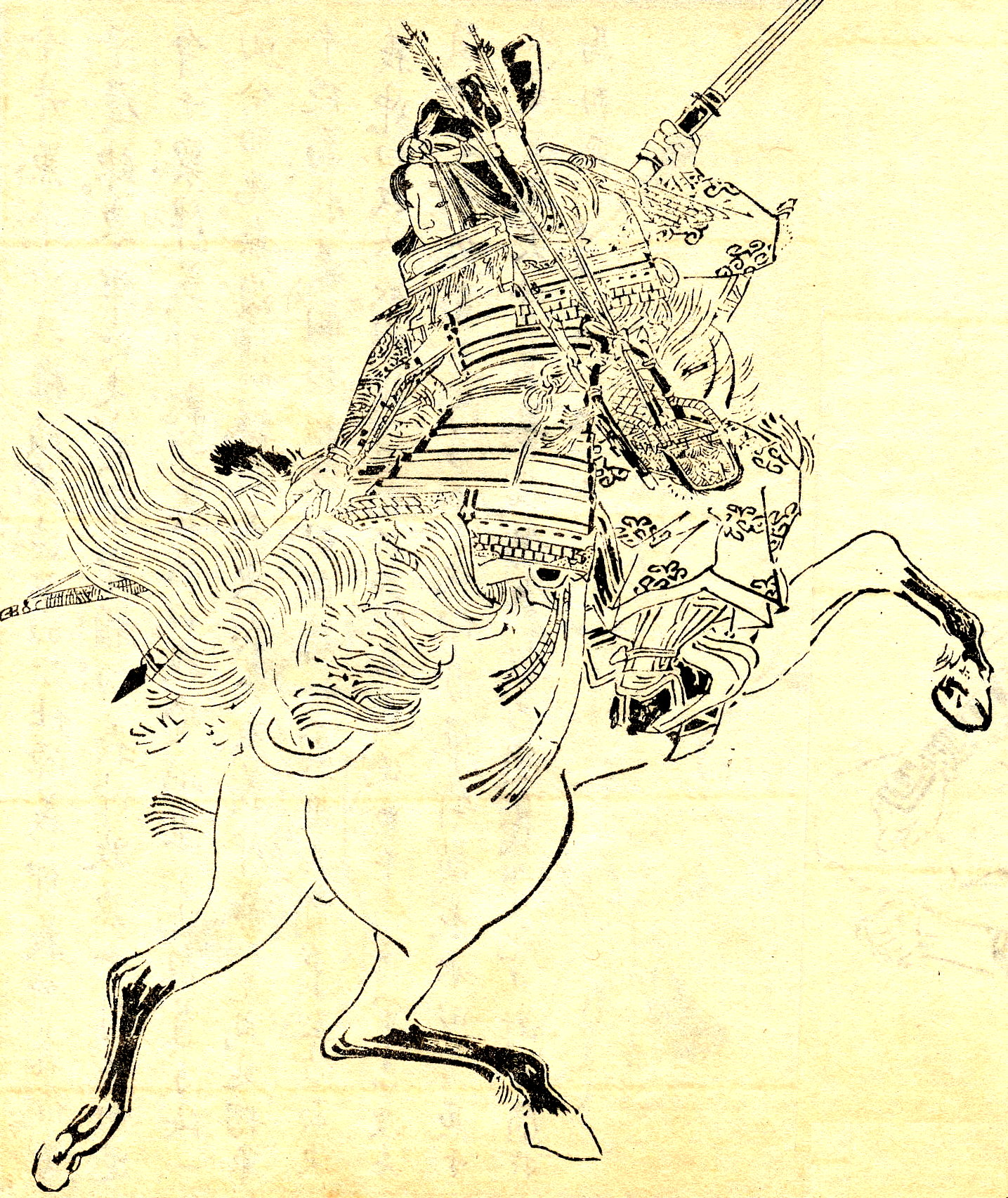
توموي غوزين، تخيل الرسام كيكوتشي يوساي (1781-1878)
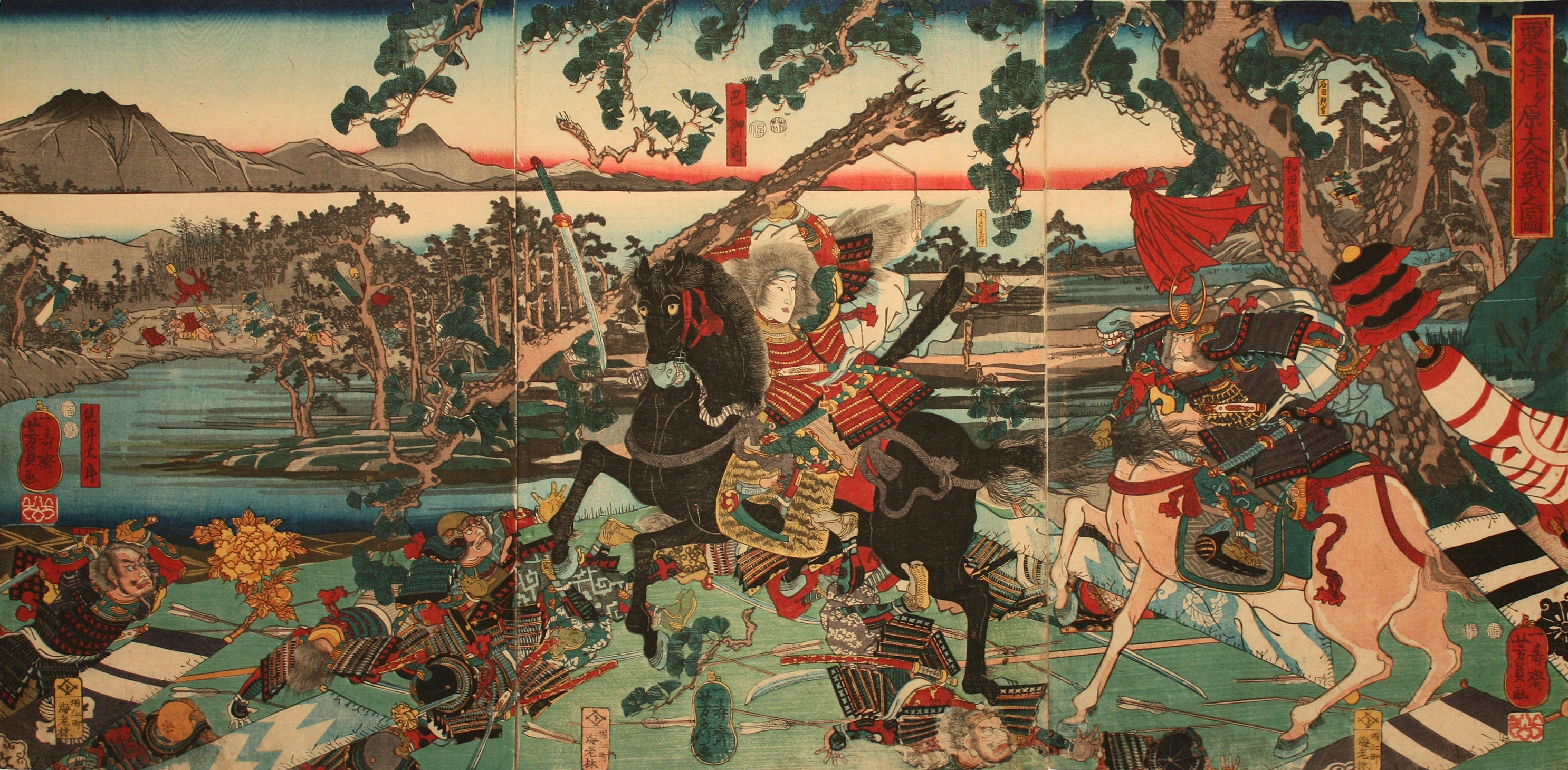
توموي غوزين في معركة أوازو، من قبل أوتاغاوا يوشيكازو [الإنجليزية].
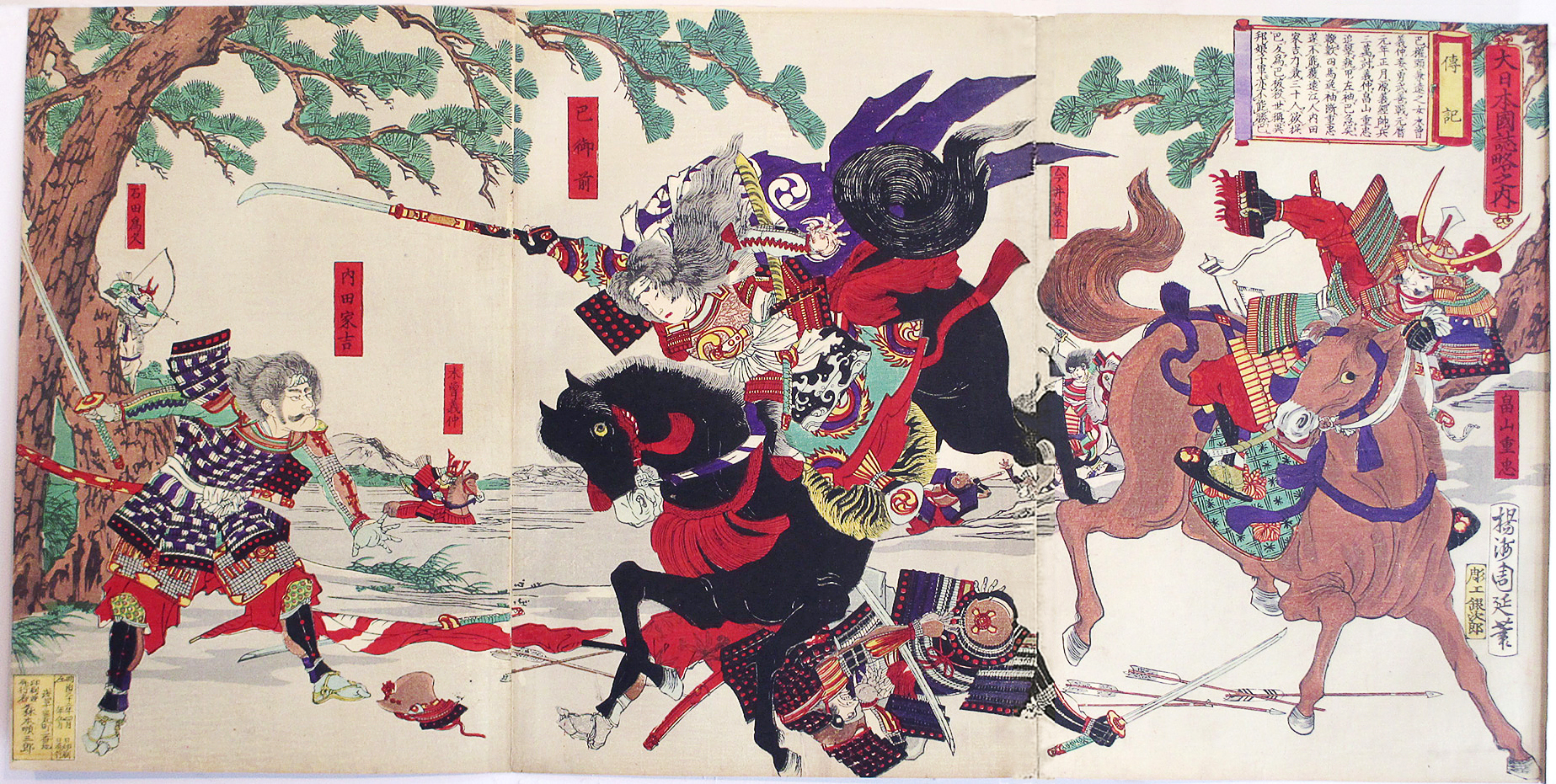
"توموي غوزين تقتل أوشيدا ايوشي وهاتاكياما شيغيتادا"،رسمة خشبية عام 1899.
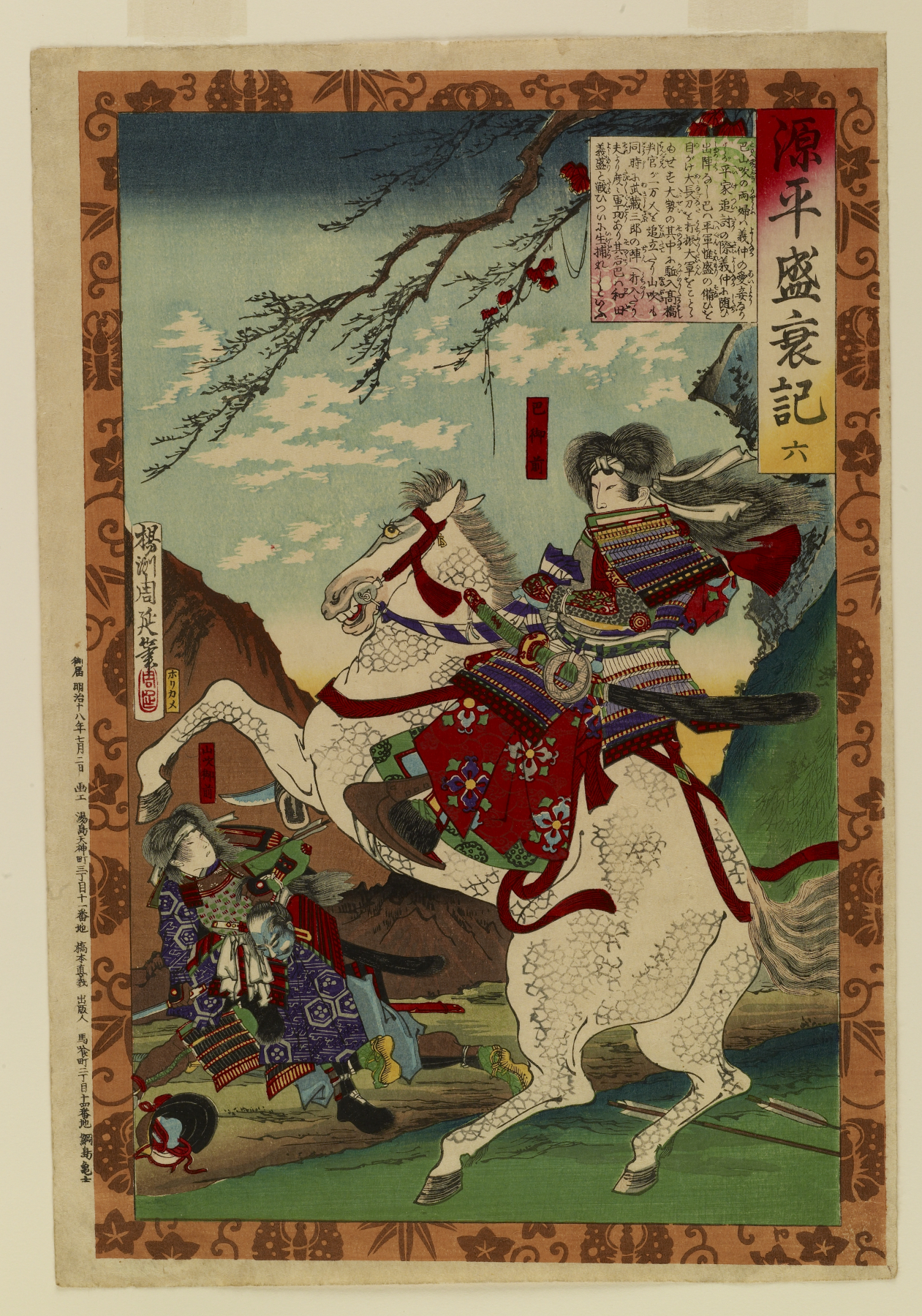
توموي غوزين في نهر يودو، من قبل تويوهارا تشيكانوبو [الإنجليزية] (1838-1912).
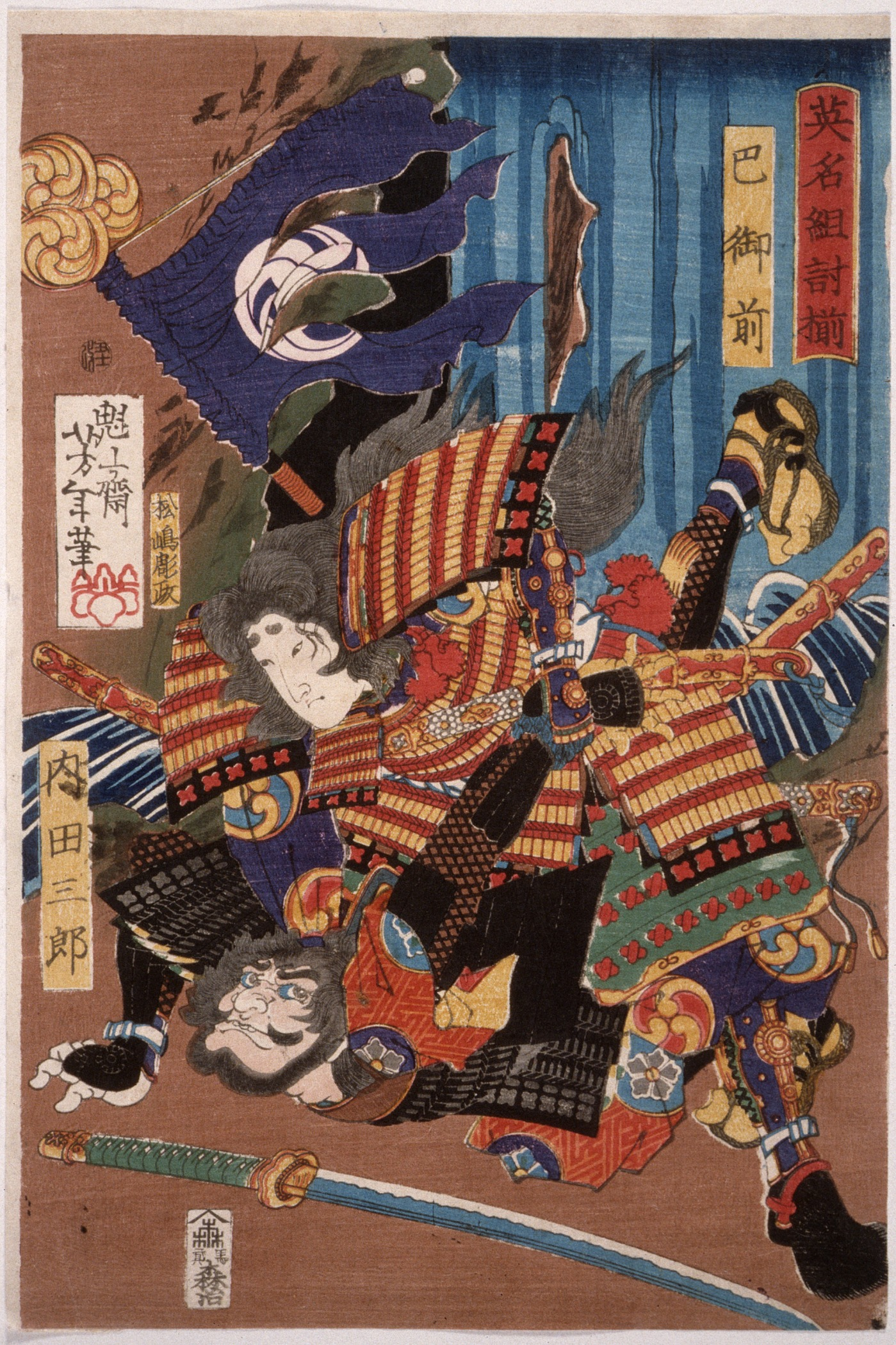
"توموي غوزين وهزيمة أوشيدا سابورو"، من قبل (تسوكي-اوكا يوشيتوشي) (1839-1892).
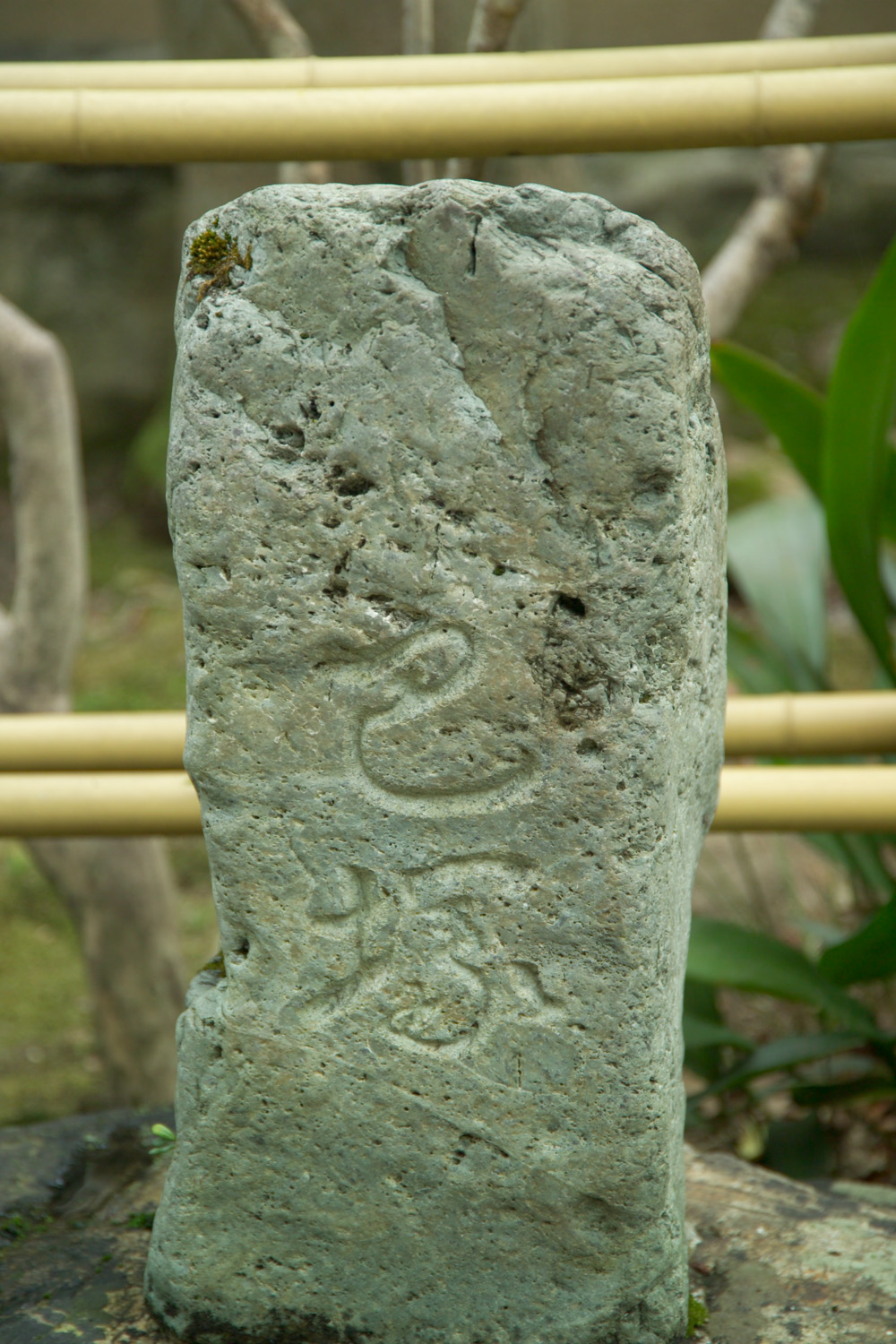
نصب تذكاري لتوموي غوزين في مدينة اوتسو، ضمن محافظة شيغا.

## الملاحظات
- فور، برنارد (2003). قوة الإنكار: البوذية والطهارة والجنس. برينستون: مطبعة جامعة برينستون. (ردمك 978-0-691-09170-9) ISBN   978-0-691-09170-9 ؛ (ردمك 978-0-691-09171-6) ؛ 49626418.
- جولي، هنري إل. (1967). الأسطورة في الفن الياباني: وصف للحلقات التاريخية، والشخصيات الأسطورية، وأساطير الشعوب الشعبية، والرمز الديني، المصور في فنون اليابان القديمة روتلاند، فيرمونت: تاتل. (ردمك 978-0-8048-0358-8) ISBN   978-0-8048-0358-8 ؛ 219871829.
- Kitagawa، Hiroshi and Bruce T. Tsuchida، ed. (1975). حكاية Heike. طوكيو: مطبعة جامعة طوكيو. (ردمك 0-86008-128-1) ISBN   0-86008-128-1 ؛ 164803926.
- مكولو، هيلين كريج (1988). حكاية Heike. بالو ألتو، كاليفورنيا: مطبعة جامعة ستانفورد. (ردمك 978-0-8047-1418-1) ISBN   978-0-8047-1418-1 ؛ 16472263.
- نوسباوم، لويس فريديريك وكاثي روث (2005). موسوعة اليابان. كامبريدج: مطبعة جامعة هارفارد. (ردمك 978-0-674-01753-5) ISBN   978-0-674-01753-5 ؛ 48943301.

## روابط خارجية
- نساء شهيرات في التاريخ الياباني. أرشيف الساموراي صفحة التاريخ اليابانية.
- شيا، ل. «توموي غوزين - أنثى الساموراي». بيلا اون لاين، 2009.